# 極移動
極移動（きょくいどう、英: polar wandering）は、地質学的時間スケールで、固体地球またはその一部に対し磁極（磁北極・磁南極）が移動すること。
古地磁気学により、火成岩生成時の偏角と伏角を得ることができる。大雑把に言えば、偏角は極の方向を表し、伏角は緯度で決まる、つまり極からの距離で決まるため、当時の極の位置を知ることができる。こうして得られるのは厳密には極ではなく磁極の位置だが、数千年以上の時間スケールにわたる複数のサンプルを平均化すれば、磁極の分布の中心は極とほぼ一致する。また、古地磁気学より精度は劣るが、古気候学でも過去の緯度を（低緯度か高緯度かくらいだが）推察できる。
実際には極が動かなくても、大陸が移動すると、大陸から見た極の位置は変化する。大陸移動説以前は、これは実際に極が移動したと解釈されていた。その名残で、これを見かけの極移動 (apparent polar wandering = APW) と呼ぶ。なお、こうして復元された極移動が大陸により（具体的にはヨーロッパと北米で）違い、その違いが過去にさかのぼるほど広がっていることが、大陸移動説の証拠の1つとなった。
大陸移動を補正すると、地殻全体に対する極の移動が残る。これを真の極移動 (true polar wandering = TPW) という。大陸移動、氷床の盛衰、大規模な火山活動、大規模な天体衝突、地球内部の質量分布の再編などにより、固体地球の質量分布が変化し、慣性能率テンソルが変化すると、真の極移動が起こる。モデル計算やシミュレーションによれば、極は質量分布の変化に対し比例的に移動するとは限らず、ある限界を超えた時に突然極移動を起こすことがある。これは、それまでの極に対応する赤道が遠心力で膨らんでおり、ある程度の変化に対しては極を安定させる効果があるからである。